# Rio Santo Anastácio
Rio Santo Anastácio är ett vattendrag i Brasilien.   Det ligger i delstaten São Paulo, i den södra delen av landet, 800 km sydväst om huvudstaden Brasília.
Runt Rio Santo Anastácio är det ganska glesbefolkat, med 40 invånare per kvadratkilometer.